# Noemí Sanín

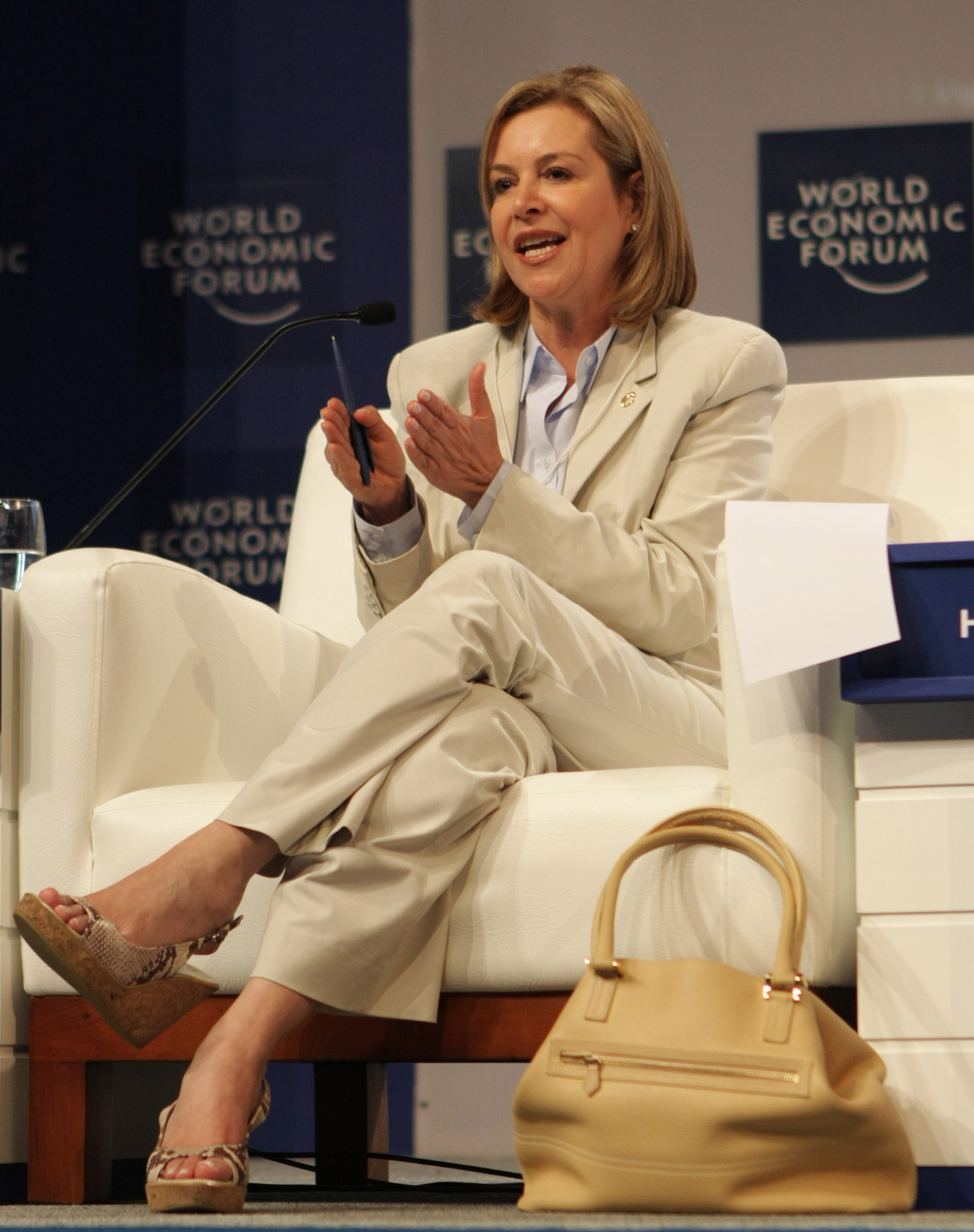
Noemí Sanín auf dem World Economic Forum 2010 in Davos

Marta Noemí del Espíritu Santo Sanín Posada de Rubio (* 6. Juni 1949 in Medellín, Antioquia) ist eine kolumbianische Diplomatin und Politikerin, die mehrfach Präsidentschaftskandidatin war.

## Biografie
Nach dem Schulbesuch studierte die Tochter des Schriftstellers, Herausgebers und Hochschullehrers Jaime Sanín Echeverry Rechts-, Sozial- und Wirtschaftswissenschaft an der Pontificia Universidad Javeriana und war anschließend als Rechtsanwältin tätig. Dabei spezialisierte sie sich auf Handels- und Finanzrecht und war auch Fellow an der Harvard University.
Im Anschluss war sie in der Privatwirtschaft tätig und wurde zunächst 1976 Vizepräsidentin für Kredite und den Operativen Bereich des Finanzunternehmens Colmena. 1978 wurde sie Präsidentin von Colmena und war damit erste weibliche Vorstandsvorsitzende eines derartigen Finanzinstituts in Lateinamerika. 1983 wurde sie von Präsident Belisario Betancur zur Kommunikationsministerin ernannt und übte dieses Amt bis zum Ende von Betancurs Amtszeit 1986 aus. Später war sie von 1988 bis 1990 Präsidentin der Corporación Financiera Colombiana, einer Organisation zur Unterstützung von Unternehmen aus verschiedenen Wirtschaftsbereichen.
1990 erfolgte ihre Berufung zur Botschafterin in Venezuela. Von diesem Amt wurde sie jedoch ein Jahr darauf abberufen und stattdessen 1991 von Präsident César Gaviria zur Außenministerin ernannt. Nach dem Ende der Amtszeit von Präsident Gaviria war sie zwischen 1994 und 1998 erneut Botschafterin in Venezuela.
Bei den Präsidentschaftswahlen in Kolumbien 1998 kandidierte sie für das Wahlbündnis Si Colombia erstmals für das Amt des Staatspräsidenten, erreichte aber mit 26,77 Prozent der Wählerstimmen nach dem später zum Präsidenten gewählten Andrés Pastrana (34,37 Prozent) und Horacio Serpa (34,78 Prozent) lediglich den dritten Platz im ersten Wahlgang.
2002 bewarb sie sich für Si Colombia erneut für das Präsidentenamt und belegte diesmal mit 5,81 Prozent der Wählerstimmen nach dem bereits im ersten Wahlgang zum Präsidenten gewählt Álvaro Uribe Vélez (53,05 Prozent), Horacio Serpa (31,8 Prozent) sowie Luis Eduardo Garzón (6,16 Prozent) diesmal sogar nur den vierten Platz. Trotz der Konkurrenz bei der Wahl ernannte Präsident Uribe sie 2003 zur Botschafterin in Spanien sowie im Anschluss von 2007 bis 2009 zur Botschafterin im Vereinigten Königreich.
Noemí Sanín, die auch Mitglied des Club of Rome ist, bewarb sich bei den Präsidentschaftswahlen in Kolumbien 2010 als Vertreterin der Partido Conservador Colombiano wiederum für das Amt des Staatspräsidenten. Allerdings erreichte sie wiederum nicht die Stichwahl, sondern landete bereits im ersten Wahlgang abgeschlagen nach Juan Manuel Santos (46,56 Prozent), Antanas Mockus (21,49 Prozent), Germán Vargas Lleras (10,13 Prozent) und Gustavo Petro (9,15 Prozent) mit nur 6,14 Prozent der Wählerstimmen auf dem fünften Platz.